# Angitia
Angitia är ett släkte av fjärilar. Angitia ingår i familjen nattflyn.

## Dottertaxa tillAngitia, i alfabetisk ordning[1]
- Angitia albicauda
- Angitia albirufa
- Angitia andrevia
- Angitia attina
- Angitia caliginosa
- Angitia camptosema
- Angitia carneopicta
- Angitia crepuscula
- Angitia directa
- Angitia eriopica
- Angitia esmeralda
- Angitia esthera
- Angitia flavidorsum
- Angitia fuscosa
- Angitia grandis
- Angitia hermione
- Angitia ithaca
- Angitia ligneola
- Angitia medioplica
- Angitia melamera
- Angitia mesoscota
- Angitia ochriplaga
- Angitia onerosa
- Angitia orestes
- Angitia panamensis
- Angitia poliosema
- Angitia pulchra
- Angitia seminigra
- Angitia thacia
- Angitia tiresias
- Angitia tristigma
- Angitia viridans